# 中央海岸葡萄種植區
中央海岸葡萄種植區（英語：Central Coast AVA）位於聖巴巴拉縣以北，三藩市灣區以南，橫跨6個縣部分地區，佔地100,000 acre（400 km2）的美國葡萄種植區。莎當妮佔所有栽種的品種的一半以上。中央海岸葡萄種植區可以因應各區氣候的差異再細分為多個產地（Appellation）。

## 外部連結s
- California Central Coast AVA Wine Map （页面存档备份，存于）
- TTB AVA Map （页面存档备份，存于）

36°00′N 121°12′W / 36°N 121.2°W